# História do táxi
O táxi, propriamente dito, apareceu historicamente quando foram aplicadas taxas à sua utilização através de taxímetros. Contudo, o serviço de transportar pessoas numa grande cidade a qualquer pessoa que o solicite é quase tão antigo como a civilização. O primeiro serviço desse género apareceu com  a invenção do riquexó — carro de duas rodas puxado por um só homem. Existia, embora em pouca abundância, nas principais cidades da Antiguidade, mas era exclusivo das elites, que possuiam escravos para puxar esses carros.
Nas ruas da Roma Antiga, circulavam liteiras transportadas por dois ou quatro escravos que levavam quem quer que os solicitasse. Essa pessoa teria de pagar apenas o preço previamente estipulado pelo amo desses escravos. Apesar de já existirem veículos com rodas, os "táxis" romanos não os utilizavam devido às movimentadas vias de comunicação da metrópole.
Depois da Queda do Império Romano do Ocidente, os carros e carruagens começaram a desaparecer das grandes metrópoles, tal como a sua população, que foi para o meio rural à procura de subsistência. Este acontecimento ditou o fim dos serviços de transporte público e privado.

## Século V-Século XIX
Na Idade Média o transporte de pessoas era assegurado por carruagens muito rudimentares de tracção animal, que no Renascimento foram melhoradas tendo sido acrescentados ornamentos, cobertura e até cortinas. Em 1605, apareceram em Londres as primeiras carruagens de aluguer — as hackney. O sucesso foi tanto que, em 1634, o elevado número de carruagens de aluguer fazia com que as principais ruas da metrópole ficassem completamente engarrafadas, o que levou o Parlamento a limitar o número de carruagens a circular. mas não só em Londres havia problemas de tràfego por causa de carruagens de aluguer; também em Paris, primeiro os corbillards e depois os sociables, fizeram um estrondoso sucesso no século XVII. Já nos finais do mesmo século, surgiram na Alemanha os inovadores landau e os landaulet (versão reduzida do Landau). Posteriormente, no século XVIII, foi criado o gig em França, que deu origem ao tílburi em Inglaterra e posteriormente ao cabriolet. No século XIX já qualquer grande cidade tinha centenas, ou mesmo milhares de carruagens de aluguer.

## Século XIX-Século XXI

Charrete-táxi, em Bagé, em outubro de 1969. Arquivo Nacional.

Os primeiro táxis motorizados apareceram em 1896 na cidade alemã de Estugarda. No ano seguinte, Freidrich Greiner abriu uma empresa concorrente, na mesma cidade, mas os seus carros estavam equipadas com um sistema inovador de cobraça — o taxímetro. A implantação dos táxis foi generalizada em 1907. Nesse mesmo ano, em Paris, todos os carros de aluguel tinham de possuir um taxímetro obrigado por lei. Antes da Primeira Guerra Mundial já todas as grandes cidades europeias e americanas tinham serviço de táxis legais e pintados com esquemas de cores diferentes. Desde então as alterações foram poucas, apenas nos aparelhos possuídos pelos carros, tais como um rádio, ou ar condicionado.